# Hasan Kûtchek
Hasan Kûtchek (Hasan le petit) ou Hasan Chûpânî (Hasan le Chupanide) (1319-13 décembre 1343) est le fils du noyan Temür Tash (Timurtaş), fils rebelle du Chupan. Il est le véritable fondateur de la courte dynastie des Chupanides après la mort du sultan ilkhanide Abu Saïd. 

## Biographie
Hasan Kûtchek nait en 1319. Son père le noyan Temür Tash est gouverneur de l’Anatolie pendant le règne du sultan ilkhanide Abu Saïd. En 1327, Chupan, le père de Temür Tash tombe en disgrâce aux yeux d’Abu Saïd. Chupan est exécuté en octobre/novembre 1327. Temür Tash se réfugie en Égypte auprès des Mamelouks. Dans un premier temps, Temür Tash est bien reçu par le sultan An-Nâsir qui lui offre Alexandrie. Temür Tash refuse et dit : « Je désire seulement des troupes pour combattre Abu Saïd. ». Si An-Nâsir lui envoie un vêtement, Timurtaş donne au porteur du cadeau, un vêtement encore plus beau pour humilier An-Nâsir. Ce dernier excédé finit par faire tuer Timurtaş et envoie sa tête à Abu Saïd.

### Lutte pour le pouvoir
Abu Saïd meurt en 1335 sans héritier. Les gouverneurs locaux vont rivaliser pour désigner un successeur et pour se constituer leur propre principauté. Un lointain cousin d’Abu Saïd, nommé Arpâ Khan (ou Arpa Ka'on) descendant d'Hülegü, est désigné comme successeur. Il est rapidement intronisé le 5 décembre 1335,. Delchâd Khâtûn, veuve d’Abu Saïd est alors enceinte d’un possible héritier. Par prudence, elle se réfugie à Diyarbakır auprès de son cousin et oncle d’Abu Saïd, Alî Pâdchâh. Sept mois plus tard, elle donne naissance à une fille (18 mai 1336). Alî Pâdchâh attaque Arpa Ka’on. Lors d’une bataille près de Maragha à laquelle Surgan, le dernier fils de Chupan prend part au côté d’Arpa Ka’on, celui-ci est pris et exécuté (avril/mai 1336). Deux jours après, Alî Pâdchâh met sur le trône des Ilkhanides un autre fantoche Mûsâ Khan (en), petit-fils de Baïdou. Le jalayiride Hasan Buzurg présente alors son propre candidat au trône : Muhammad Khan qu’il installe à Tabriz après avoir fait exécuter Alî Pâdchâh et mis en fuite Mûsâ Khan au cours d’une bataille confuse à Karadara (24 juillet 1336) . Hasan Buzurg épouse Delchâd Khâtûn qui lui donnera trois fils et plusieurs filles.
En 1337/1338, pendant peu de temps, Hasan Buzurg est reconnu comme le maître de tout l’empire ilkhanide. Hasan Kûtchek qui n’a encore que dix-neuf ans, commence sa quête obsessionnelle du pouvoir. Il prétend que son père est encore vivant. Il utilise pour un esclave nommé Qârâ-Jarî qui est peut-être le fils de Chupan et d’une princesse géorgienne, comme sosie de Temür Tash pour accréditer cette affirmation. Il attire ainsi sous sa bannière une troupe hétéroclite. Malgré l’intervention du sultan An-Nâsir pour démasquer l’imposteur, Hasan Kûtchek parvient à fédérer les partisans des Chupanides. Hasan Kûtchek part de Karahisar à la rencontre des armées d’Hasan Buzurg. Les deux armées se rencontrent à Alataq le 16 juillet 1338. C’est une victoire pour les Chupanides. Il semble que la veille de la bataille, Hasan Kûtchek est parvenu à obtenir la désertion de Pir Husayn petit-fils de Chupan et du gouverneur de Tabriz, ce qui a provoqué l’effondrement de l’aile droite des armées d’Hasan Buzurg. Surgan et sa mère Sati Beg, veuve de Chupan, jusque-là fidèles aux Jalayirides désertent aussi. Après l’exécution du sultan fantoche Muhammad Khan, Qârâ-Jarî le faux Temür Tash essaie de se débarrasser d’Hasan Kûtchek. Ses intentions sont découvertes et il s’enfuit rejoindre Hasan Buzurg. Ces incidents illustrent les divisions du camp chupanide. 
Pendant l’hiver 1338/1339, Hasan Buzurg est obligé de laisser l’Azerbaïdjan à Hasan Kûtchek et à son frère Malek Achraf. Hasan Kûtchek est assuré de la loyauté de Surgan, et de son animosité contre Hasan Buzurg. En revanche il se méfie de Sati Beg et l’oblige à épouser Sulayman le nouveau candidat qu’il soutient dans son accession au trône des Ilkhanides. En 1339, Hasan Kûtchek nomme son cousin Pir Hosayn gouverneur du Fars. Celui-ci s’allie avec l’injouïde Chams ad-Dîn Mohammed Inju. Un mois après la prise de Chiraz, Pir Hosayn tue son allié et prend seul le contrôle du Fars. Quelque temps après, Pir Hosayn est expulsé de Chiraz par une révolte de la population. Pir Hosayn retourne à Tabriz retrouver Hasan Kûtchek. Après la fuite de Pir Hosayn, Mas`ud Chah Inju s’est installé à Chiraz. Hasan Kûtchek et ses alliés, Pir Husayn qui vient d’être chassé du Fars et Surgan chassé du Karabagh se rassemblent à Ujan. Cette armée affronte celle d’Hasan Buzurg près de Maragha le 29 juin 1340. Hasan Kûtchek remporte la victoire. Il nomme Surgan comme gouverneur de l’Irak `Ajamî et Pir Hosayn part reprendre sa place dans le Fars avec une armée donnée par Hasan Kûtchek. Pir Hosayn s’allie cette fois au muzaffaride Mubâriz ad-Dîn Muhammad devenu gouverneur de Yazd. Dès l’approche de Pir Hosayn, Masud Chah Inju s’enfuit et va se réfugier auprès d’Hasan Buzurg. Craignant la vengeance de Pir Hosayn, la population de Chiraz s’enferme dans la ville. Deux semaines après, une négociation permet à Pir Hosayn de reprendre possession de la ville paisiblement. Le triomphe des Chupanides semble complet, mais la brutalité d’Hasan Kûtchek va provoquer la division du clan.

### La fin d’Hasan Kûtchek
Deux oncles d’Hasan Kûtchek, Surgan et Yagi Basti vont être les premiers à l’abandonner. Le retournement de Surgan est peut-être dû au traitement qu’a dû subir sa mère qui, semble-t-il, est allée se réfugier à Bagdad auprès d’Hasan Buzurg. Surgan s’allie au gouverneur de Diyarbakır dont le territoire vient d’être mis à sac par Hasan Kûtchek. Cette coalition reçoit le soutien du sultan mamelouk Al-Malik an-Nâsir Muhammad. Néanmoins, Hasan Kûtchek parvient à renverser la situation en produisant une lettre qui rend caduc le soutien d’Al-Malik an-Nâsir Muhammad. Le cas de Yagi Basti est plus confus, il se trouve mêlé dans l’imbroglio du Fars où s’affrontent les Chupanides, les Injouïdes et les Muzaffarides. Hasan Kûtchek parvient là aussi à séparer Hasan Buzurg de son nouvel allié. En 1342, Yagi Basti et Malek Achraf saccagent Abar Kûh et s'apprêtent à marcher vers Chiraz lorsqu’ils apprennent la mort d’Hasan Kûtchek le 15 décembre 1343. La mort d’Hasan Kûtchek, tué par son épouse, est le sujet d’un poème cité par Stéphane Yerasimov dans son introduction au récit de voyages d’Ibn Battûta : 

« De l’Hégire passés sept cent quarante-quatre ans (1343)
Au mois de Radjab eut lieu « l’affaire Hasan ». 
Une femme, une femme terrible commit
Par la force de ses bras l’assassinat de Hasan, 
Serrant entre ses doigts les testicules de son époux
Jusqu’à ce que la mort s’ensuivît. »

— Ibn Battûta, Op. cit., vol. I (ISBN 978-2-7071-1302-3 et 2-7071-1302-6, lire en ligne [PDF]), « Introduction, l’Irak et la Perse », p. 45
Ce meurtre n’a été découvert que trois jours plus tard, tellement on le craignait. L’épouse d’Hasan est immédiatement tuée et son corps mis en pièces est dévoré par des chiens. Hasan a été discrètement enterré dans un mausolée à Tabriz. Personne ne s’est inquiété de son absence. La mort d’Hasan Kûtchek provoque une nouvelle lute pour le pouvoir. C’est son frère Malek Achraf qui l’emporte en éliminant ses oncles.

### Héritage
Le règne d’Hasan Kûtchek ne laisse que peu de traces positives. À Tabriz il a fait construire la mosquée Ostâd Châghird  (mosquée du maître et du disciple) qui est en fait une madrasa et il a demandé au sultan mamelouk le retour du corps de son père Temür Tash (Timurtaş Noyan) pour pouvoir l'enterrer à Tabriz.